# Гласхюттен (Таунус)
Гласхюттен (нем. Glashütten) — община в Германии, в земле Гессен. Подчиняется административному округу Дармштадт. Входит в состав района Верхний Таунус. Население составляет 5246 человек (на 31 декабря 2010 года). Занимает площадь 27,11 км².
Община подразделяется на 3 сельских округа.

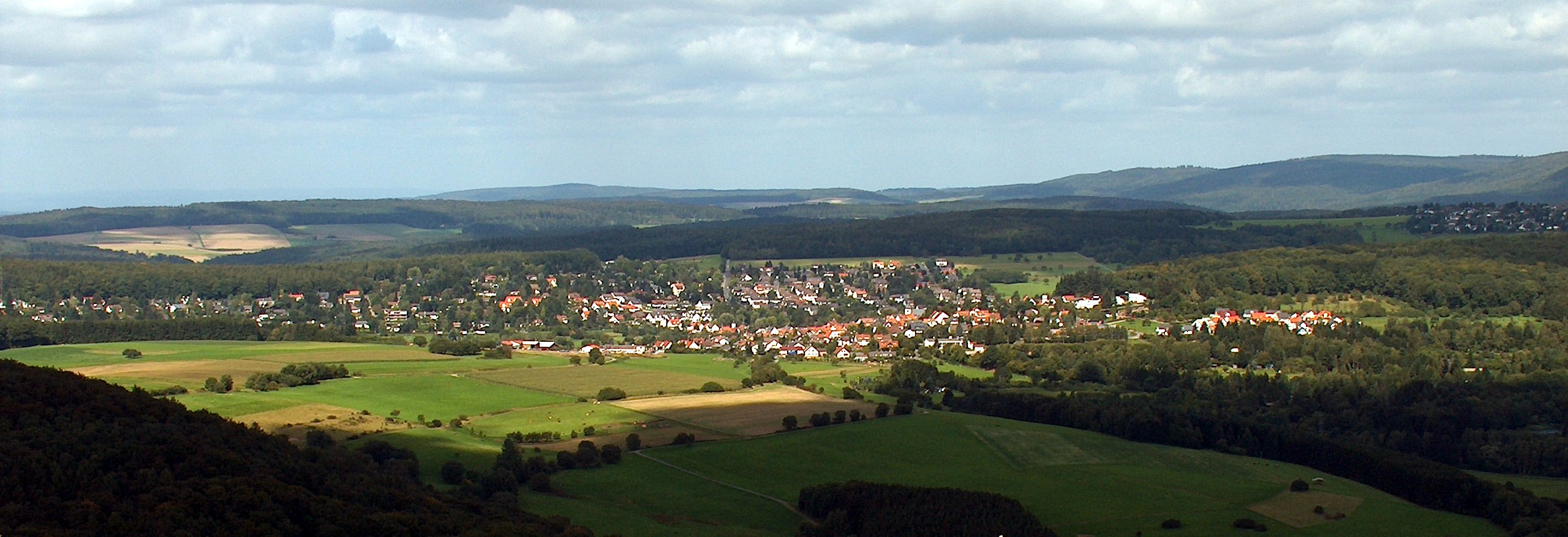
Гласхюттен